# Studia Franciszkańskie
Studia Franciszkańskie – czasopismo naukowe ukazujące się jako quasi-rocznik o tematyce związanej z szeroko pojętym franciszkanizmem.

## Historia
Czasopismo powstało po długich staraniach Prowincji Wniebowzięcia NMP Zakonu Braci Mniejszych w Polsce w 1984. Jego pierwszym redaktorem został o. Salezy Bogumił Tomczak OFM, który pełni tę funkcję nadal. Siedziba redakcji od początku mieści się w Poznaniu przy ul. Garbary 22. Od 1991 wydawcą jest Prowincja św. Franciszka Zakonu Braci Mniejszych w Polsce. Na jego łamach publikuje się artykuły z zakresu filozofii, teologii i historii franciszkanizmu, a także oficjalne dokumenty kościelne, kronikę, recenzje i nekrologi. Czasopismo posiada radę naukową, a każdy tom jest recenzowany. Do 2021 r. ukazało się 30 tomów czasopisma. Od 1998 ukazuje się także seria „Biblioteka Studiów Franciszkańskich”.